# Kanton Six-Fours-les-Plages
Der Kanton Six-Fours-les-Plages war von 1973 bis 2015 ein französischer Wahlkreis im Arrondissement Toulon, im Département Var und in der Region Provence-Alpes-Côte d’Azur. Er bestand aus der Gemeinde Six-Fours-les-Plages.